# British Rail 318 sorozat

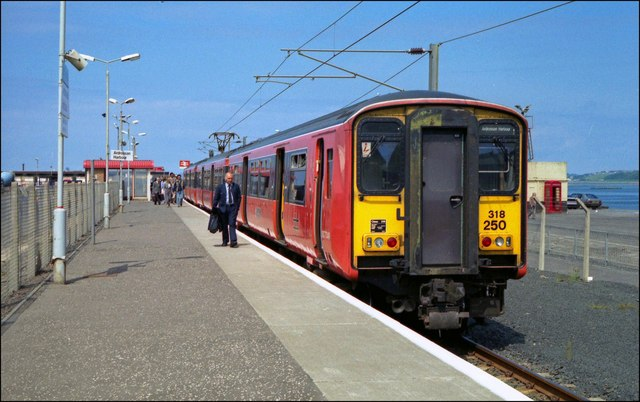
A motorvonat eredeti festése

A British Rail 318 sorozat egy angol háromrészes 25 kV 50 Hz AC áramrendszerű villamosmotorvonat-sorozat. 1984 és 1986 között gyártotta a BREL. Összesen 21 motorvonat készült el. A First ScotRail üzemelteti 1986-tól Skócia villamosított vasútvonalain.

## Nevek
Kettő motorvonat saját nevet kapott:
- 318259 - Citizens' Network
- 318266 - Strathclyder